# Варваровский сельский совет (Синельниковский район)
Варваровский сельский совет (укр. Варварівська сільська рада) — входит в состав
Синельниковского района
Днепропетровской области
Украины.
Административный центр сельского совета находится в 
с. Варваровка.

## Населённые пункты совета
- с. Варваровка
- с. Андреевка
- с. Гряковатое
- с. Дубо-Осокоровка
- с. Зелёное
- с. Марьевское
- с. Обояновское
- с. Александрополь
- с. Осокоровка
- с. Попово